# Mesa (Kalifornija)
Mesa je naseljeno područje za statističke svrhe u američkoj saveznoj državi Kalifornija. Prema popisu stanovništva iz 2010. u njemu je živjelo 251 stanovnika.